# Lavans-Quingey
Lavans-Quingey è un comune francese di 190 abitanti situato nel dipartimento del Doubs nella regione della Borgogna-Franca Contea.

## Società

### Evoluzione demografica
Abitanti censiti